# Lac de Vranjaš
Le lac de Vranjaš (en serbe cyrillique : Језеро Врањаш) est un lac de Serbie situé près du village de Manđelos, sur le territoire de la ville de Sremska Mitrovica et dans la province autonome de Voïvodine.

## Géographie
Le lac se trouve sur les pentes méridionales du massif de la Fruška gora.